# Catedral de la Inmaculada Concepción (Choluteca)
La Catedral de la Inmaculada Concepción es un templo religioso católico del siglo XVIII situado en Choluteca, Departamento de Choluteca, Honduras.
Forma parte del centro histórico urbano de Choluteca, declarado Monumento Histórico Nacional de Honduras.

## Historia
El edificio data de 1785, época de la Intendencia de Comayagua y es testimonio del esplendor de la población a cuenta de la minería y ganadería. Se levantó con el respaldo de la población y la Cofradía de Colama, tras quedar dañada la iglesia de la Merced debido a las inundaciones de 1777. Sus obras continuaron a lo largo del tiempo para ser terminadas por el canónigo Gracia Bruno Padilla Matus en 1918. Su pila bautismal data de 1941. Además, hay constancia de la visita de José de la Cruz Turcios, natural de Pespire.
Forma parte del centro histórico urbano de Choluteca, junto con la iglesia de la Merced (siglo XVII), casa de Dionisio Herrera o la casa de Cecilio del Valle.

## Fiestas patronales
En diciembre se celebran las fiestas en honor a la Inmaculada Concepción.